# Головач, Пётр Васильевич
Пётр Васильевич Голова́ч (1913—1986) — начальник комбината «Ростовуголь», Ростовская область. Герой Социалистического Труда.

## Биография
Родился 26 января 1913 года в Чернигове (Украина) в семье рабочего.
Трудовую деятельность начал в 1928 году учеником слесаря на машиностроительном заводе. Закончил вечерний рабфак и по путёвке комсомола был направлен на учёбу в Ленинградский горный институт. После его окончания в 1936 году был направлен на работу в Снежнянский район Донбасса, где прошёл путь от помощника начальника участка до главного инженера шахты.
С августа 1941 года и до конца Великой Отечественной войны Пётр Васильевич в рядах действующей армии — командир взвода конной разведки. После ранения — помощник начальника стрелковой дивизии, офицер штаба 1-го Украинского фронта.
После демобилизации в 1948 году работал в тресте «Снежнянскантрацит» заместителем управляющего, главным инженером, управляющим трестом.
С октября 1962 года по 1968 год П. В. Головач работал в г. Шахты начальником комбината «Ростовуголь».
С 1968 по 1970 годы работал в Министерстве угольной промышленности СССР.
С апреля 1970 года и до ухода на заслуженный отдых в 1985 году — директор Шахтинского филиала института повышения квалификации руководящих работников и специалистов Минуглепрома СССР.
Член КПСС, активно участвовал в общественной жизни. Неоднократно избирался членом обкома, горкома партии, был делегатом XXIII съезда КПСС, избирался депутатом областного и городского Советов народных депутатов.
Жил в г. Шахты, умер в октябре 1986 года.

## Награды
- За выдающиеся заслуги в выполнении заданий семилетнего плана по развитию угольной промышленности и достижение высоких технико-экономических показателей в работе Президиум Верховного Совета СССР Указом от 29 июня 1966 года присвоил звание Героя Социалистического Труда начальнику комбината «Ростовуголь» Головачу Петру Васильевичу. Орден Ленина № 352295, золотая медаль «Серп и Молот» № 14319, книжка Героя № 021141, орденская книжка Д 907720.
- Награждён орденом Ленина, орденом Трудового Красного Знамени, двумя орденами Отечественной войны, многими медалями, знаками «Шахтёрская слава» трёх степеней.